# ماتياس بايبر
ماتياس بايبر هو لاعب هوكي جليد سويسري، ولد في 14 مارس 1986 في زيورخ في سويسرا.

## وصلات خارجية
- ماتياس بايبر على موقع EliteProspects.com (الإنجليزية)
- ماتياس بايبر على موقع Eurohockey.com (الإنجليزية)
- ماتياس بايبر على موقع HockeyDB.com (الإنجليزية)
- ماتياس بايبر على موقع أوليمبيديا (الإنجليزية)